# Regione Sudoccidentale
La Regione Sudoccidentale è una delle regioni statistiche della Macedonia del Nord. Comprende 13 comuni in un territorio di 3 340 km², con una popolazione di oltre 221 000 abitanti, e confina con l'Albania.

## Comuni

Mappa dei comuni della regione (2004-2013).

La regione è divisa in 13 comuni:
1. Centar Župa
2. Debar
3. Debarca
4. Drugovo
5. Kičevo
6. Makedonski Brod
7. Ohrid
8. Oslomej
9. Plasnica
10. Struga
11. Vevčani
12. Vraneštica
13. Zajas

## Società

### Evoluzione demografica e territorio

Mappa dei gruppi etnici di maggioranza per comune (2004-2013).

In base al censimento del 2002 la popolazione è di 221.651 abitanti
| Anno censimento | Superficie | Popolazione | Differenza |
| --------------- | ---------- | ----------- | ---------- |
| 1994            | 3.278 km². | 211.046 ab. | N/A        |
| 2002            | 3.278 km². | 221.651 ab. | +5.89%     |

### Etnie e minoranze straniere
|          | Numero  | %     |
| TOTALE   | 221651  | 100   |
| Macedoni | 107,565 | 48.52 |
| Albanesi | 82,418  | 37.18 |
| Turchi   | 21,266  | 9.59  |
| Romeni   | 2,813   | 1.26  |
| Altri    | 4,285   | 1.93  |